# Księstwo karniowskie
Księstwo karniowskie (łac. Ducatus Carnovia, cz. Krnovské knížectví, niem. Fürstentum Jägerndorf lub Herzogtum Jägerndorf) – historyczne księstwo morawskie i śląskie leżące nad ujściem Opawicy do Opawy, ze stolicą w Karniowie.

## Historia

### I księstwo karniowskie
Powstało w 1437 w wyniku podziału schedy po Janie Żelaznym pomiędzy jego synów: Wacława raciborskiego oraz Mikołaja karniowskiego. Mikołaj objął w swoje posiadanie Karniów, Bruntál, Pszczynę, Rybnik, Wodzisław i Żory. W 1456 roku synowie Mikołaja karniowskiego podzielili pomiędzy siebie schedę po ojcu w ten sposób, iż: Jan został panem na Karniowie i Wodzisławiu, a Wacław panem na Rybniku, Pszczynie i Żorach. W wyniku wojen toczonych o sukcesję korony czeskiej księstwo zostało przejęte przez Macieja Korwina. W tym okresie zaczęto księstwo traktować nie jako morawskie, lecz śląskie, co spotkało się z protestem miejscowej szlachty. Po śmierci Macieja Korwina księstwo przejął Władysław II Jagiellończyk.

### II księstwo karniowskie
W 1523 roku Ludwik II Jagiellończyk sprzedał Karniów wraz z przyległościami Jerzemu Hohenzollernowi, który wprowadził w księstwie luteranizm. W 1532 roku Jerzy Hohenzollern został również księciem opolsko-raciborskim. W 1621 roku Ferdynand II Habsburg dokonał konfiskaty księstwa tytułem represji za udział księcia karniowskiego Jana Jerzego Hohenzollerna w działaniach antyhabsburskich, a w szczególności za dowodzenie posiłkami protestantów śląskich w bitwie na Białej Górze.

### III księstwo karniowskie
W 1613 król Czech Maciej Habsburg ustanowił księciem opawskim Karola z Liechtensteinu.
15 marca 1623 cesarz Ferdynand II Habsburg nadal księstwo karniowskie Karolowi z Liechtensteinu i połączył oba księstwa w księstwo opawsko-karniowskie,

### 1742–1850
W latach 1751–1783 księstwo karniowskie należało do obwodu karniowskiego (cz. Krnovský kraj, niem. Jägerndorfer Kreis), natomiast w latach 1783–1848 – do obwodu opawskiego (cz. Opavský kraj, niem. Troppauer Kreis), a w kolejnych latach (1848–1849) do Śląska (1 obwód). W 1849 roku księstwo karniowskie zostało zniesione. Na terenie księstwa karniowskiego i enklawy morawskiej (ziemia osobłoska, cz. Osoblažsko, niem. Hotzenplotzer Ländchen) powstał w 1850 roku powiat polityczny Karniów (cz. politický okres Krnov, niem. Politischer Bezirk Jägerndorf).